# De Vlaschaard (project uit 1943)
De Vlaschaard 1943 is de naam van een project dat de Erfgoedcel Kortrijk in 2007 organiseerde. Het project draaide rond Wenn die Sonne wieder scheint, een tijdens de Tweede Wereldoorlog gemaakte Duitse film, gebaseerd op De vlaschaard van Stijn Streuvels. Hiervoor werden tijdens de bezetting (zomer 1942) opnamen gemaakt in en rond Kortrijk, wat de belangstelling van de Erfgoedcel Kortrijk verklaart.
De kern van het project werd gevormd door onderzoek van Roel Vande Winkel en Ine Van linthout. Op basis van archiefmateriaal uit binnen- en buitenland, waaronder de voorheen onbekende correspondentie tussen Streuvels en de filmproducenten, werden de productie en de vertoning van de film gereconstrueerd. Op basis van dit onderzoek werd de tentoonstelling "De Vlaschaard 1943" georganiseerd. Van 31 maart tot en met 28 mei 2007 liep de tentoonstelling in het Vlasmuseum in Kortrijk, waar ze ruim 4.000 bezoekers trok. Van 21 september tot en met 25 november 2007 verhuisde de tentoonstelling onder de titel Stijn Streuvels en de Vlaschaard naar het Guido Gezellemuseum in Brugge, waar bijna 1.000 bezoekers langskwamen.
De resultaten van dit onderzoek werden ook samengebracht in het boek De Vlaschaard 1943: een Vlaams boek in nazi-Duitsland en een Duitse film in bezet België. Het boek gaat, zoals de titel aangeeft, niet louter over de film maar ook over (de relatie van) nazi-Duitsland met Streuvels en zijn roman. Bij het boek hoort een DVD waarop, eveneens onder de titel De Vlaschaard 1943, het Koninklijk Belgisch Filmarchief een gerestaureerde versie van Wenn die Sonne wieder scheint aanbiedt. Het schijfje bevat zowel de Duitse als de Vlaamse versie van de film, telkens met tweetalige ondertitels (Frans-Nederlands).